# Hans Ji Maharaj
Hans Ji Maharaj (Hams Ram Singh Rawat su verdadero nombre), nació el 8 de noviembre de 1900 en Gadh-ki-Sedhia (India), y murió el 18 de julio de 1966 a los 65 años de edad, en Alwar (India). Sus padres fueron Ranjit Singh Rawat y Kalindi Devi. Su primera esposa fue Sindura Devi, con la que tuvo una hija, y su segunda esposa fue Rajeshwari Devi, con la que tuvo cuatro hijos: Sat Pal, Mahi Pal, Dharam Pal y Prem Pal (que terminaría haciéndose con todo su movimiento).
Sus discípulos lo consideraban satgurú (maestro santo) y lo llamaban afectuosamente shri maharash yi (siendo śrī: ‘auspiciosa’, nombre de la diosa de la fortuna y prefijo respetuoso común en la India; majá: ‘gran’; raja: ‘rey’; y ji: diminutivo cariñoso) o "gurú maharash yi".

## Biografía
A la edad de ocho años, no mucho después de comenzar a asistir a la escuela del pueblo, la madre de Hans falleció y desde ese momento fue criado por su tía. De joven visitó a muchos «hombres santos» en las montañas cercanas y en ciudades de peregrinación de la zona ahora pakistaní de las provincias de Sind, Panyab y Beluchistán. Según cuenta, se desilusionó de éstos y se acercó a la Arya Samaj, un movimiento popular formado para acabar con los prejuicios de casta e idolatría del hinduismo.
La búsqueda de trabajo llevó a Hans Ji a Lahore, capital del antiguo reino Sij. Durante este tiempo tuvo su primer contacto con Swarupanand, un gurú del linaje de los Advaita Matha, de Guna (India).
En 1923, Swarupanand enseñó a Hans, varias kriias («actividades» de yoga), una experiencia de la que Hans dijo más tarde: «No me dio un mantra, pero experimenté el conocimiento experimental. Experimenté la música y la luz de mi corazón. Mi mente se enfocó en mi interior».
Tres años más tarde, en 1926, Swarupanand le pidió que empezase a enseñar a otros las técnicas del conocimiento espiritual, y durante los diez años siguientes Hans viajó a través de lo que es hoy en día Pakistán y el norte de la India. Se formó entre ellos un fuerte vínculo entre maestro y discípulo al que Swarupanand se refirió del modo siguiente: «Estoy en el corazón de Hans y el corazón de Hans está en el mío».

## Sucesión tras la muerte de Swarupanand
En 1936, Swarupanand murió en Nangli Sahib, cerca de una aldea al norte de la ciudad de Meerut. Hansa dijo que Swarupanand lo había nombrado sucesor, y dueño de todas las propiedades. Un grupo de mahatmas impugnaron su declaración. Y que destacaron que Hans se había casado con Sinduri Devi de una aldea vecina del distrito de Garwal, lo que le convertía en grijastha («padre de familia»), un estado que es incompatible con el estado de renunciante.
Después de la ruptura, Hans se quedó con solo un puñado de seguidores para ayudarle. Hans emprendió su misión con el entendimiento que tenía las bendiciones de su maestro, y continuó enseñando en todo el subcontinente hindú.
Ese mismo año, comenzó a presentar su mensaje y la enseñanza en la pequeña ciudad de Najibabad, cerca de Haridwar. Sus charlas estaban entonces fuertemente influenciadas por la filosofía igualitaria y reformista del Arya Samaj, y aceptaba a cualquier persona como discípulo, con independencia de casta, religión o estado civil. Esta era una postura inusual para un maestro hindú, y sufrió algunas críticas de los hindúes ortodoxos. Durante ese año publicó un libro titulado Hans yog prakash como primer paso para propagar su mensaje.

## Continuación de la propagación
Durante los años siguientes, Hans viajó a pie y en tren por ciudades y aldeas a lo largo de la India septentrional, hablando en pequeñas encuentros y talleres, improvisados en las estaciones de tren, o bajo un árbol en los terrenos de las aldeas. A finales de 1930, Hana comenzó a visitar Nueva Delhi, enseñando a los trabajadores de las fábricas textiles. Viajaba constantemente entre Haridwar y Delhi, permaneciendo a menudo en casas de discípulos en Paharganj y Connaught Place, detrás del centro de Nueva Delhi.
En 1944, como el número de discípulos creció, Hans compró una casa pequeña, de dos pisos, a la orilla del río Ganges fuera de Haridwar, y la llamó «Prem Nagar» («ciudad del amor»). Los mahatmas que le ayudaban a tiempo completo vivían allí con él en la tradición del monasterio tipo gurúkul. Cuatro años más tarde, compró su primer automóvil, lo que le facilitaba poder visitar ciudades y aldeas próximas en su esfuerzo para llegar a más personas.

## Segundo matrimonio
Hans tuvo una hija, Savitri, pero su esposa no podía tener más hijos, entonces Hans se casó en segundas nupcias en 1946 con Rajeshwari Devi, una joven de Malegaon, del distrito de Garhwal.
Alegó que su maestro Swarupanand le había dicho que «un día Hans Ji tendrá un varón que desempeñará un papel importante».
En 1951 nació su primer hijo varón, Satpal, seguido por tres varones más en 1953 (Bhole), en 1955 (Raja), y en 1957 (Prem Pal, a quien Hans llamaba cariñosamente "Shant Yi").

## Creación de la Misión de la Luz Divina
Al extenderse el mensaje de Hans Ji Maharaj por todo el norte de la India, se adoptaron varias iniciativas para facilitar su labor, incluyendo la publicación de una revista mensual a la que bautizó Hamsadesh («el país de Jansa») en 1951.
Durante casi treinta años Hans difundió su mensaje sin ningún tipo de organización formal. Después de resistirse a las sugerencias de formar una organización, finalmente cedió, y creó la «Misión de Luz Divina» (MLD) en Patna en 1960, para desarrollar y estructurar el aumento de las actividades en toda la India.
Los fines de la misión proponían que «en principio todas las religiones son una»", el entendimiento de que «la paz es indivisible», alcanzable por parte de todas las personas, y que «los individuos y naciones descontentos e insatisfechos nunca pueden promover una paz duradera en el mundo». También se examinaban algunas iniciativas humanitarias.

## Ampliación de la propagación
A principios del decenio de 1960 tenía discípulos en la mayoría de las ciudades, pueblos y aldeas de los estados de Uttar Pradesh, Bijar, Jariana, Panyab y Rayastán, así como en las comunidades indias de Sudáfrica. Las reuniones seguían siendo pequeñas, y Hans continuó la relación estrecha con sus discípulos. En 1963 se celebró el primer gran programa público en Ram Lila en Nueva Delhi, a la que asistieron 15.000 personas. En 1964 tuvo lugar un acto público en Gandhi Maidan en el corazón de la vieja Delhi, que atrajo a multitudes aún mayores. Se abrieron varios áshrams en esa época, incluyendo uno pequeño en Rajastán y otro más grande llamado Satlok («Lugar de la Verdad») situado entre Delhi y Haridwar.
En 1965, Hans asistió a una conferencia en el Club de la Constitución de Nueva Delhi, que fue presidida por el entonces presidente del parlamento de la India, Sr. Ayengar. Ese año Hans voló por primera vez cuando visitó a sus discípulos en Jammu (Cachemira).
El 18 de julio de 1966, mientras visitaba un pequeño áshram en Alwar, Hans cayó enfermo, y el mismo día regresó a Delhi en coche. Se informó que murió a las tres de la mañana siguiente. Tres días más tarde, en una procesión encabezada por su familia y muchos mahatmas en duelo, sus cenizas fueron llevadas a su casa de Haridwar.

## Sucesión de Hans
Durante el habitual luto de 13 días tras el fallecimiento de Shri Hans, los directivos de la MLD discutieron la sucesión. Propusieron tanto a Mata Ji como a su hijo mayor Satpal, pero antes de que pudieran realizar la designación pública y oficial, el niño Prem Rawat se dirigió a la muchedumbre de seguidores como su maestro, y el 31 de julio, en una ceremonia improvisada, Mata Ji y sus hermanos mayores tocaron los pies de Prem Rawat en señal de respeto.
Aunque oficialmente era el líder de la MLD, debido a la corta edad de Prem Rawat, la autoridad fue compartida por la familia entera;

Durante los ocho años siguientes su familia le apoyó como sucesor de Hans, pero su decisión de casarse con una mujer occidental en 1974, en vez de la mujer india que su madre había planeado, precipitó una lucha por el control de la MLD. Su madre volvió a la India y designó a Satpal como nuevo jefe de la MLD, alegando que Prem Rawat había roto con la tradición hindú al casarse con una mujer occidental sin el consentimiento de su madre. Los maestros occidentales siguieron siendo leales a Rawat pero el matrimonio condujo a una escisión permanente con su madre y también con el movimiento.
 Satpal también se convirtió en un político indio y jefe de la organización, y es considerado satgurú por sus seguidores.